# 西蔵院 (東京都港区)
西蔵院（さいぞういん）は、東京都港区にある天台宗の寺院。

## 歴史
1452年（享徳元年）、実海によって開山された。
元々は、現在の数寄屋橋の辺りに位置していた。創建当初は現在とは異なり、起伏があって丘や谷があり、谷間に植わっている藤があたかも龍の如く見えたことから、山号が「藤龍山」となっている。1635年（寛永12年）に現在地に移転した。
江戸時代は、三田春日神社の別当寺であった。
1923年（大正12年）の関東大震災や1945年（昭和20年）の空襲では、ほとんど被害を受けなったという。

## 交通アクセス
- 田町駅より徒歩11分。